# Starter (stripreeks)
Starter is de naam van de autorubriek die Jacques Wauters in 1952 creëerde voor het weekblad Robbedoes. André Franquin creëerde Starter in 1956 als personage in de vorm van een kleine monteur, om de gelijknamige rubriek wat op te leuken.
In 1957 liet André Franquin, overrompeld door het vele werk, de autorubriek aan Jidéhem over, waarbij de laatste blijk gaf van een zeker talent voor mechanisch tekenen. Jidéhem maakte vervolgens tot 1978 de tekeningen en teksten voor de autorubriek. De verslagen van meer dan 700 essays of rapporten, vergezeld van esthetische of technische tekeningen, worden zo door Starter gepersonifieerd.
Aanvankelijk uitsluitend redactioneel, zag Starter zijn eigen avonturen uiteindelijk in de Sophie- serie geïntegreerd en tegelijkertijd doorgaan met het animeren van de autopagina's van het weekblad.
Starter draagt meestal een overall en een pet in Amerikaanse stijl. Voor het testen van voertuigen op "twee wielen", vaak sportieve bromfietsen met versnellingsbak ( Flandria, Minarelli, Gitane Testi, in de mode onder jongeren in de jaren 60 en 70) is het zijn neef of zijn tweelingbroer, genaamd Pieters (in het Frans Pipette) die de taak op zich neemt. De enige verschillen met Starter zijn zijn rode haar en zijn outfit: helm met geruite band (toen de helm verplicht werd), shearlingjack, spijkerbroek en motorhandschoenen. Pieters is ook zwaarder gebouwd dan Starter.
Vervolgens werden verschillende verhalen gepubliceerd, waarin een deel van de autotests en de tekeningen van de Starter- kronieken werden opgenomen.

## Alle verhalen
| Nr. | Titel                                       | Aantal pagina's | Scenario      | Tekeningen | Voorpublicatie     | Van                   | Tot                   | Samenvatting {opmerking} |
| --- | ------------------------------------------- | --------------- | ------------- | ---------- | ------------------ | --------------------- | --------------------- | --- |
| 1   | La Révolte des Autos (De auto-opstand)      | 46              | Yvan Delporte | Jidehem    | Spirou (stripblad) | 1959-12-31 (nr. 1133) | 1959-12-31 (nr. 1133) | Ongenummerd microverhaal. Enkel in het Frans verschenen. Starter probeert te achterhalen waarom op een dag alle auto's plots een eigen leven lijken te gaan leiden.                                                                                      |
| 2   | De Geschiedenis van de Auto                 | 34              |               | Jidehem    | Robbedoes (blad)   | 1960-06-30 (nr. 1159) | 1960-06-30 (nr. 1159) | Microverhaal nr. 23. De tekenaar legt hier de nadruk op de documentaire en didactische kant van zijn personage. |
| 3   | Starter tegen de Brokkenmakers              | 44              | Jidehem       | Jidehem    | Robbedoes (blad)   | 1961-06-08 (nr. 1208) | 1961-12-07 (nr. 1234) | Starter en Pieters, geholpen door de heer Schlemazl, de uitvinder van een nieuwe auto, doen er alles aan om de criminele praktijken van een autoverzekeringsmaatschappij een halt toe te roepen. Uitgegeven in de reeks Jeugdzonden (album nr. 21, 1985) |
| 4   | La Voiture Invisible (De Onzichtbare Wagen) | 2               | Jidehem       | Jidehem    | Spirou (stripblad) | 1962-04-12 (nr. 1252) | 1962-04-12 (nr. 1252) | Kortverhaal enkel in het Frans verschenen als extra in Spirou. Het verhaal gaat over een voorloper van de auto Zoef, die onzichtbaar wordt als de bestuurder ermee start. Starter test de wagen maar ondervindt hierbij allerlei problemen.              |
| 5   | Het Huis aan de Overkant                    |                 | Jidehem       | Jidehem    | Robbedoes (blad)   | 1963-02-21 (nr. 1297) | 1963-07-18 (nr. 1318) | Dit verhaal wordt geïntegreerd in een verhaal met dezelfde titel in album 6 van de Sophie- serie. |
| 6   | Het Ei van Karapolie                        |                 | Jidehem       | Jidehem    | Robbedoes (blad)   | 1964-01-23 (nr. 1345) | 1964-06-11 (nr. 1365) | Dit wordt het eerste verhaal in de Sophie- serie. |
| 7   | De Bel der Stilte                           |                 | Vicq          | Jidehem    | Robbedoes (blad)   | 1965-08-30 (nr. 1433) | 1966-03-24 (nr. 1458) | Dit wordt het tweede verhaal in de Sophie- serie. |

## Verhalen vóór de introductie van Sophie (1959-1963)
De eerste twee verhalen beleefde Starter zonder Pieters, die zijn introductie maakte in Starter tegen de Brokkenmakers. Dit zou het enige verhaal worden dat een album zou krijgen waarbij Starter wordt gecrediteerd als hoofdpersonage (weliswaar in de reeks Jeugdzonden). Pieters leek toen nog echt op een tweelingbroer van Starter met dezelfde haarkleur, lichaamsbouw en steeds gehuld in een oranje overall. Pieters krijgt zijn definitieve look in het tweede lange Starter-verhaal Het Huis aan de Overkant.
In het Robbedoes nummer 1167 van 25 augustus 1960, werd de gag Station Startex gepubliceerd. Deze bestond uit één pagina van 10 plaatjes waarbij Starter zijn tweelingbroer (die hier niet bij naam wordt genoemd) helpt bij de opstart van een tankstation. Het is ook een spel waarbij de lezer moet proberen te achterhalen wie Starter is en wie zijn tweelingbroer.De belangrijkste tip was hierbij dat de tweelingbroer zo goed als niets van auto's kent.

## De introductie van Sophie (1964-1965)
Jidéhem speelde al langer met de introductie van een vrouwelijk hoofdpersonage. Aanvankelijk was het idee om van Sophie een aantrekkelijke jonge vrouw te maken van een jaar of 18 waarop Pieters tot over zijn oren verliefd op zou worden. Dupuis vond dat de jongvolwassen Sophie er met haar rondingen en boezem er te verleidelijk uitzien. Zijn oordeel was dat zijn blad was bestemd voor jongens die geen interesse hadden in een vrouwelijk hoofdpersonage. Bovendien was hij ervan overtuigd dat zulke tekeningen niet door de censuur zouden geraken. Uiteindelijk kreeg Jidéhem het toch voor mekaar om Sophie te introduceren als een meisje van ongeveer een jaar of 11. De voorwaarde was wel dat ze een nevenfiguur zou spelen in het derde lange verhaal van Starter Het Ei van Karapolie. Het zou ook bij een eenmalig optreden blijven.
Sophie bleek echter zo populair bij de lezers (die hun brieven steeds vaker tot Sophie richten in plaats van Starter) dat er het jaar nadien een eerste kortverhaal van haar werd gepubliceerd in Robbedoes getiteld Het Eitje van de Goudvink. Vervolgens zou ze ook weer aantreden in het volgende lange verhaal van Starter De Bel der Stilte. Naarmate het verhaal vordert treedt ze steeds uitdrukkelijker op de voorgrond, waardoor ze bij de volgende verhalen definitief de hoofdrol van Starter overneemt en de reeks op haar naam komt te staan.

## Optredens van Starter en Pieters in de Sophie reeks (1965-1989)
Starter en Pieters blijven vaste nevenpersonages in de Sophie-reeks tot na het opdoeken van de autorubriek in Robbedoes. 

### Optredens van Starter en Pieters
- Het Eitje van de Goudvink (1965)
- Het Huis aan de Overkant - albumversie (1972)
- De Vier Seizoenen (1977)
- Sophie en Oom Bel (1978)
- Het Supersonische Vliegtuig (1979)
- Sophie en Donald Mac Donald (1979)
- Hier, die Rivier... (1981)
- De Rolls uit '38... (1982)

### Optredens enkel van Starter
- Ze zijn Stapel! (1971)
- Prettige Kerst (1971)
- De Gegapte Motor (1972)
- Sophie en de Praatotl (1974)

### Optredens enkel van Pieters
- De Toverput (1965)
- Sophie en Inspecteur Ceris (1977)
- Sneeuw, Sneeuwmannen en ... hik! (1978)
- Het Feest... (1979)
- Don Giovanni (1989)